# 布克薩爾縣
布克薩爾縣是印度的一個縣，位於該國東北部，由比哈爾邦負責管轄，面積1,624平方公里，海拔高度55米，2011年人口1,707,643，人口密度每平方公里1052人。

## 外部連結
- Buxar Information Portal